# Bacchante (Angelica Kauffmann)
Pour les articles homonymes, voir Bacchante.
Bacchante est une huile sur toile d'Angelica Kauffmann, 77 × 64 cm, vers 1784-1785. Elle est conservée à la Gemäldegalerie de Berlin.